# Кольтес, Бернар-Мари
Берна́р-Мари́ Кольте́с (фр. Bernard-Marie Koltès; 9 апреля 1948 — 15 апреля 1989) — французский драматург.

## Биография
Родился 9 апреля 1948 года в городе Мец на северо-востоке Франции. Будучи сыном «военного времени», никогда не видел своего отца, у матери был третьим, младшим ребёнком. Обучался в Иезуитском колледже Святого Климента в Меце, колледже, в котором культура имеет особое значение. Война в Алжире 1950-х оказала непосредственное влияние на город, разделенный на французские и арабские секции. Колледж Колтеса находился в арабском квартале, где происходили бои иногда с летальным исходом.

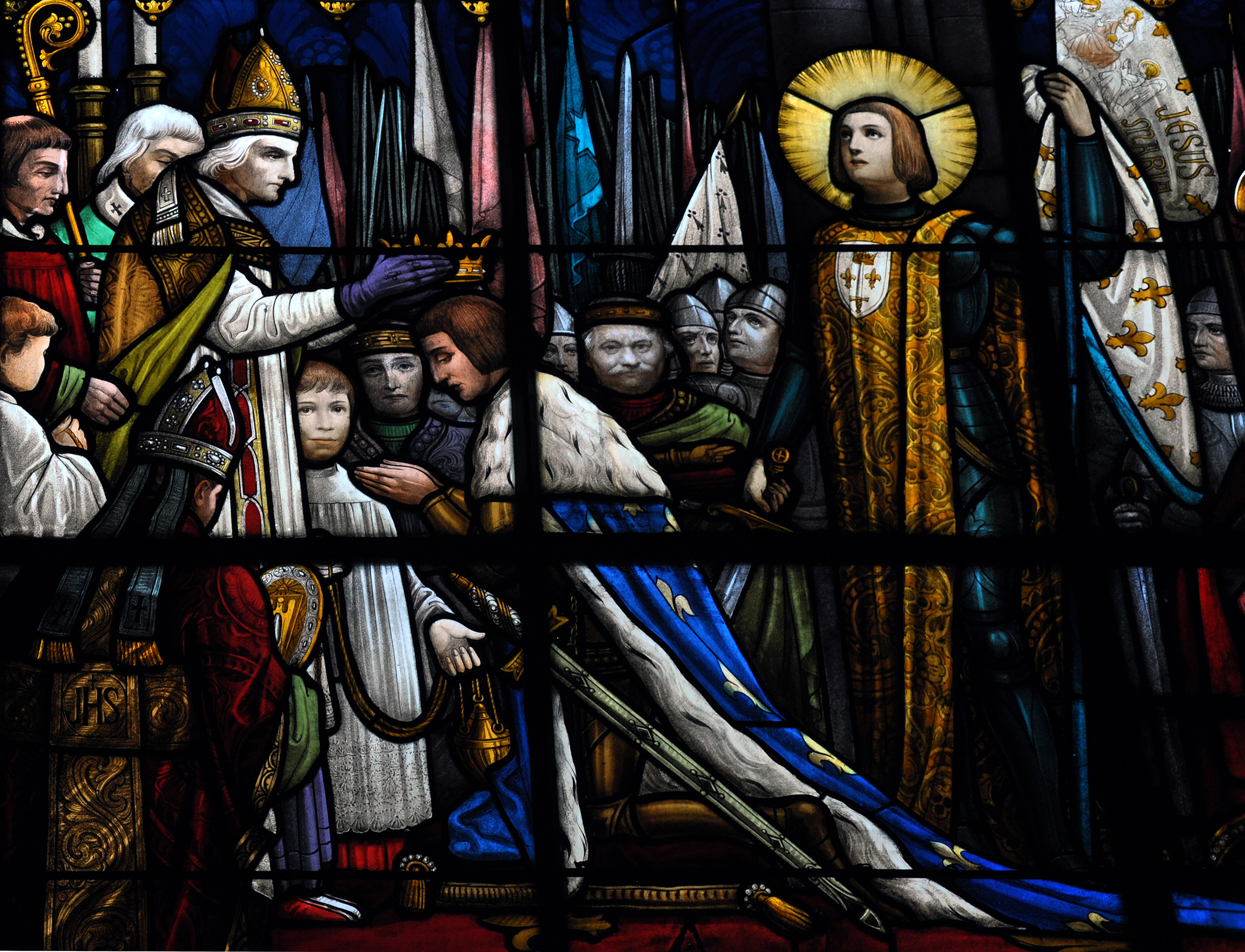
Витраж Церкви Св. Мартина, Мец

В Церкви Святого Мартина брал уроки музыки у органиста Луи Тири, слепого учителя, композитора и импровизатора. Через него познакомился с музыкой Баха.
У юноши с детства не заладилось с семейным и консервативным школьным окружением, отчего он прослыл бунтарём.
 В возрасте 18 лет совершил первое путешествие в Канаду. Быть в другом месте позволяет ему, по его словам, быть самим собой, быть свободным, быть тем, кем он является.
В 1967 году Кольтес перебрался в Страсбург, где есть университет, там совсем недолго обучался журналистике.
В 1968 году впервые всего на три дня оказался в Нью-Йорке.
 В то время как ничто не предназначало его для театра, в этом же году в возрасте 20 лет в Страсбурге посетил представление «Медея» Сенеки в постановке Хорхе Лавелли с Марией Касарес в заглавной роли. Это была любовь с первого взгляда. Кольтес говорил, что это определило его призвание писать пьесы. Желая стать актёром, он пытался принять участие в конкурсе  Национального театра Страсбурга, но получил отказ. 
В 1970 году в качестве автора и режиссёра основал собственную компанию Théâtre du Quai («Театр дю Куай»).
Зимой 1973 года совершил поездку в СССР, побывав в Москве, Киеве и Ленинграде.
Прошёл через наркоманию, членство во Французской коммунистической партии с 1975 по 1978 год. В 1977 году переехал в Париж. Знакомство с Патрисом Шеро послужило началом тесной дружбы-сотрудничества драматурга с режиссёром, продолжавшейся до самой смерти Кольтеса.
 Будучи гомосексуалом, драматург всю свою жизнь оставался закрытым и никогда не обращался к этой теме в своих произведениях. 

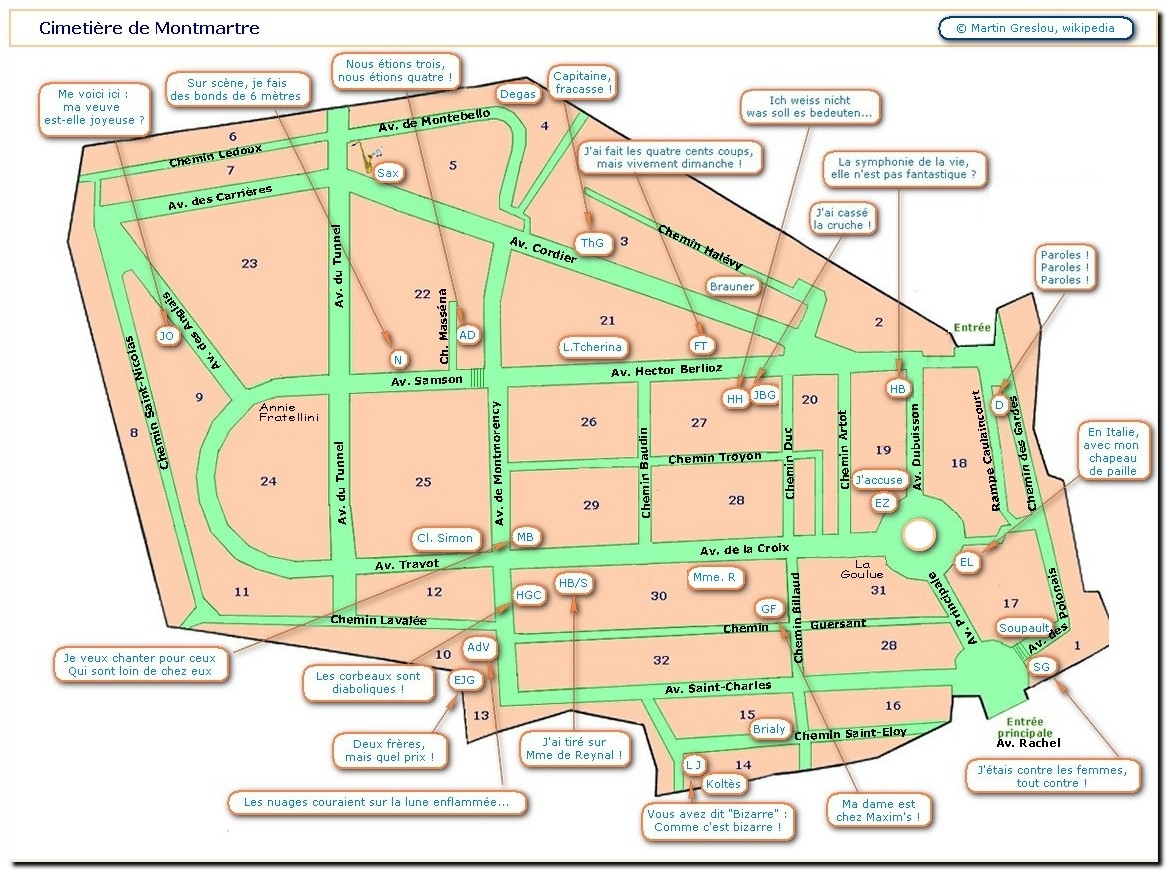
Кладбище Монмартр, Париж

В феврале 1978 путешествовал по Нигерии, а летом и осень того же года по Никарагуа, Гватемале и Мексике.
В 1987 году по заказу Люка Бонди перевёл шекспировскую «Зимнюю сказку» для постановки в 1988 году.
Зимой 1988—89 года уже сильно больным предпринял последнюю поездку через Лиссабон в Мексику и Гватемалу. Скончался от СПИДа по возвращении в Париж 15 апреля 1989 года.
Похоронен на кладбище Монмартр, в 14 дивизионе.

## Сочинения
- «Горечь» / Les Amertumes, 1970 (адаптация «Моего детства» Максима Горького)
- «Марш» / La Marche (1970) (на основе Песнь песней)
- «Пьяный суд» / Procès ivre (1971) (на основе «Преступления и наказания» Фёдора Достоевского)
- «Наследие» / L’Héritage, 1972
- «Мертвые истории. Затерянный сон» / Récits morts. Un rêve égaré, 1973
- «Саллингер» / Sallinger, 1977
- «Ночь на пороге лесов» / La Nuit juste avant les forêts, 1977
- «Битва негра с собаками» / Combat de nègre et de chiens, 1979
- «Западная пристань» / Quai Ouest, 1985
- «В одиночестве хлопковых полей» / Dans la solitude des champs de coton, 1985
- «Табатаба» / Tabataba, 1986
- «Возвращение в пустыню» / Retour au désert, 1988
- «Роберто Зукко» / Roberto Zucco, 1988

Со времени ухода драматурга его пьесы прочно вошли в современный репертуар по всему миру, они были переведены на более чем 36 языков.

## Постановки

### В мире
Помимо постановок Патриса Шеро пьесы Кольтеса ставились на полутора десятках языков:
- Francisco Alves (Teatro Plástico)
- Петер Штайн (Die Schaubühne, 1990)
- Ивица Булян[хорв.]
- Stevan Bodroza
 Ян Боссе[нем.]
- Фредерик Дюссенн[фр.] (Théâtre Pierre de Roubaix/Théâtre en Scène, 1992, Rideau de Bruxelles, 1995, Atelier-théâtre Jean Vilar, 2003)
- Doris Mirescu
 Артур Наузицель (Théâtre des Treize Vents, l'Opéra Comédie, 1995, Emory Theater, 2004)
- Роберто Пачини[итал.] (2000)
- Джей Шейб[англ.]
- Джампьеро Солари[итал.] (Teatro Stabile delle Marche, 1998)
- Эрик Вигнер[фр.] (7 Stages Theater, 2008)
- Кшиштоф Варликовский (Teatr Nowy, 1995, 2010, Teatr Studio, 1998)
- Radosław Rychcik ( Teatr im. Żeromskiego, 2009)[9]

### В России
- «Роберто Зукко» — МДТ, перевод — М. Зонина, постановка — Луис Паскуаль[исп.], премьера 23 марта 1994 года[10].
- «Роберто Зукко» — Саратовский драмтеатр, перевод — М. Зонина, постановка — Филипп Сюбери, премьера 19 ноября 1999 года[11].
- «Роберто Зукко» — Центр им. В. Э. Мейерхольда, постановка — Василий Сенин, премьера май 2002 года[12].
- «Роберто Зукко» — ТЮЗ, перевод — Наталья Санникова, постановка — Кама Гинкас, премьера 4 декабря 2007 года[13].
- «Кольтес» — Центр им. В. Э. Мейерхольда, постановка Виктор Алфёров, премьера 24 марта 2012 года[14]
- «Ромул и Рем» по пьесе «Возвращение в пустыню» — ЦСД, перевод — Наталья Санникова, постановка — Александр Вахов, премьера 25 сентября 2014 года[15].
- «Роберто Зукко» — Псковский драмтеатр им. Пушкина, постановка — Ришар Брюнель[фр.], премьера 22 января 2015[16].

## Награды
- Приз Эдинбургского международного фестиваля за «Ночь на пороге лесов» / La Nuit juste avant les forêts 1981 года.
- Премия «Молодой талант» / Jeune Talent de la Société des Auteurs (France), Общество драматических авторов и композиторов / Société des auteurs et compositeurs dramatiques[фр.], 1982 год[17].

## Публикации на русском языке
- Западная пристань. Составление, перевод с французского, введение С. А. Исаева. Москва, ГИТИС, 1995.